# Machilus mangdangshanensis
Machilus mangdangshanensis är en lagerväxtart som beskrevs av Q.F. Zhang. Machilus mangdangshanensis ingår i släktet Machilus och familjen lagerväxter. Inga underarter finns listade i Catalogue of Life.